# 満韓ところどころ
『満韓ところどころ』（まんかんところどころ）は夏目漱石の随筆である。漱石は1909年（明治42年）9月2日から10月14日まで満州・朝鮮を旅行した。その紀行文が「満韓ところどころ」である。朝日新聞に1909年（明治42年）10月21日から12月30日まで掲載され、1910年（明治43年）5月、「夢十夜」「永日小品」「文鳥」とともに春陽堂刊の『四篇』に収められ、出版された。
伊藤博文暗殺事件の報道のためにしばしば休載されて、51編からなり、「ここまで新聞に書いて来ると大晦日になった。二年に亙るのも変だから一先やめる事にした。」として、撫順の炭鉱見物を描写した回で掲載終了となった。このため「満韓ところどころ」というタイトルであるが、内容に大韓帝国は含まれず、当時の満州に関する描写に終始している。

## 内容
南満州鉄道総裁の中村是公に誘われて行った、満州旅行の旅行記である。胃の調子が悪くなったため、漱石は是公に遅れて満州に渡った。漱石の書生だった満鉄職員の股野義郎（『吾輩は猫である』の書生多々羅三平のモデルとされたことに異議を唱えて『猫』の訂正を求めたエピソードも書かれる）の案内で大連の造船所や工場を見学した。漱石が17歳の頃、共に自炊生活を行った農学者の橋本左五郎が訪れ、その後は共に行動し、旅順の戦闘に参加した中尉の案内で、旅順の古戦場を見学した様子なども紹介される。主に日本人社会の中で行動し、中国人民衆に対する言及は若干あるだけである。馬車にひかれた老人の目撃談や、「支那人」の臭いに対する生理的な嫌悪感、昭陵（北陵）での観光の時の落ちた装飾物を拾って番頭に売る子供の話などがある。

## 漱石の満韓旅行の旅程
漱石の日記に拠ると、漱石の満韓旅行の旅程は以下のようなものである。9月2日新橋発下関行き寝台列車に乗り出発。翌9月3日朝に大阪着、日満連絡船鉄嶺丸に乗り換えて瀬戸内航路から門司経由で9月6日大連着、大連市内見学。9月10日旅順見物、大連に戻る。南満州鉄道に乗って9月14日熊岳城、9月16日営口、9月17日湯崗子、9月19日奉天、9月21日撫順の炭鉱見物、9月22日ハルピン、9月23日長春、9月25日奉天に戻る。翌9月26日にまだ軽便鉄道だった安奉線で奉天を発ち、9月27日安東、9月28日に小蒸気で鴨緑江を渡って朝鮮に入り、新義州から平壌着。9月30日京城（現：ソウル）に着き、10月2日仁川 、10月3日開城など10日余り滞在。10月13日に京城の南大門駅（現ソウル駅）発の急行で半島を南下し、釜山着後すぐ連絡船に乗船し翌10月14日下関着である。このうち『満韓ところどころ』で記述されたのは9月21日の撫順に到着して炭鉱の見学をする所までとなっている。

## 差別的表現をめぐる見解
作中で使われている「チャン」という中国人の呼称や労働者（クーリー）の描写は、漱石の帝国主義・植民地主義に基づく差別的な表現として、日本国内外の研究者の批評検討の対象となっている。
批判的な立場からは、韓国の研究者である朴裕河が、クーリーを不潔とみなす箇所について、これは帝国主義的な国家衛生思想に根ざすものであり、帝国主義の正当化と主張している。また「満韓ところどころ」の中国語訳者の王成は、蔑称であるチャンという言葉が使われていることから、当時欧米から蔑視を受けた日本の知識人階級が中国人に対し持っていた差別的意識が漱石からも感じ取れると述べている。
一方アメリカ人研究者のジョシュア・フォーゲルは、漱石が中国人に好意的であったか否かについて分析することには意味がなく、差別的とみられる表現法は、現実を描写する手法に過ぎないと主張している。その理由として、そのような表現は「風刺」「あてこすり」のためのものであること、作中には侮蔑のみでなく中国人への賞賛の言葉もみられることを挙げている。
また米田利昭は、クーリーを貶めることによって諧謔的に中村是公らをけなす意図があると評し、伊豆利彦は、国家権力の影響下にありつつ文学者としての表現法を工夫した結果作られた滑稽化された文体であると評している。
朝日新聞文化グループ記者の牧村健一郎は、漱石は満州を満鉄の全面的な支援で旅する社会的意味を知っていたと推察し、政治的・社会的な文脈を消すために気楽な同窓会旅行のスタイル、戯作じみた文章が選ばれたと考え、差別的表現も『坊つちゃん』の文章にも見られる戯作的な誇張表現とする。また漢詩文に親しみ中国文化を深く尊敬していた漱石には時代に悪乗りした差別感情はあったとは思えないという見方を述べている。

## その他
漱石の妻、夏目鏡子の回想『漱石の思い出』によれば、「満州行きは中村さんが旧友を連れて行っていろいろな風物を見せてやろうという思召しだったのでしょうが、そのほかに自然当時は人がよく知らない満鉄の事業や何かの紹介をやらせようということでもあったと見えます。しかし自分ではべつに提灯持ちをする気はなかったでありましょう。」と述べており、また、中村是公を漱石が「法科の人間には自堕落なものが多いが、あれはまったく信義に厚い人間だ。頼めば何でも本気で親身にやってくれるから、かえって迂闊には頼めない」と評していたことが紹介されている。更に、10月の中旬に玉やら翡翠などを土産に帰国したことも書かれており、漱石の骨董趣味の話も紹介されている。
秋山豊の『漱石という生き方』には、1914年の『漱石山房座談』での漱石の発言が紹介されている。「僕の考えでは、賄賂をとって、明日からでも取った相手を攻撃するだけの覚悟のないようなものは、賄賂をとる資格がないと云うんだ。（中略）僕が満洲へ行ったとき、是公からそれでも、五六百円貰ったかしら－しかし明日でも其必要があればあんな奴、たちどころにやっつけてしまうね。」と漱石は発言した。
漱石は長塚節の『土』の刊行に寄せた序文で、長塚が「満韓ところどころ」のある回を読んで、人を馬鹿にしていると大いに憤慨したという話を自ら書き、「君から軽佻の疑いを受けた余にも、真面目な「土」を読む目はあるのである。」などと書いた。
同様な文学者の中国見聞記としては、二葉亭四迷の『満州実業案内』や、芥川龍之介が1921年（大正10年）3月から7月まで毎日新聞の特派員として中国を取材し、7月下旬から『上海游記』などを連載し、後に『支那游記』として纏められたものなどもある。